# Armen Darpinian
Armen Darpinian (gr. Արմեն Դարբինյան; ur. 23 stycznia 1965 w Leninakanie) – ormiański ekonomista, przedsiębiorca, polityk, premier Armenii od 10 kwietnia 1998 do 11 czerwca 1999.
W 1986 ukończył ekonomię na Moskiewskim Uniwersytecie Państwowym, następnie ukończył studia podyplomowe i zdobył tytuł kandydata nauk (odpowiednik doktoratu). Od 1989 do 1992 działał przy Permanentnym Przedstawicielstwie Armenii w Moskwie, odpowiadając za kwestie ekonomiczne, a zwłaszcza rozliczenie długów pozostałych po ZSRR, następnie do 1994 kierował firmą handlową ArmenIrtorg. Od 1994 pełnił funkcję pierwszego zastępcy szefa Centralnego Banku Armenii, przechodząc następnie w 1997 na stanowisko ministra finansów w rządzie Roberta Koczariana.
Funkcję premiera objął 10 kwietnia 1998, czyli w momencie, gdy Koczarian został pełnoprawnym prezydentem po rezygnacji Lewona Ter-Petrosjana. Za jego kadencji wzrosło tempo reprywatyzacji majątku państwowego. Urząd pełnił do czerwca 1999, następnie do listopada 1999 był ministrem przemysłu i handlu w rządzie swego następcy Wazgen Sarkisjana. Od 2000 zasiada w radzie fundacji Uniwersytetu Rosyjsko-Ormiańskiego (Słowiańskiego) w Erywaniu i organizacji pozarządowej Międzynarodowe Centrum dla Rozwoju Ludzkości. Od 2001 pełni funkcję rektora Uniwersytetu Rosyjsko-Ormiańskiego (Słowiańskiego). W roku 2005 obronił pracę doktorską (odpowiednik habilitacji). Od 2005 jest też członkiem ciała doradczego Izby Rozliczeniowej Federacji Rosyjskiej, a od 2006 także agencji RIA Novosti.
Jest laureatem licznych medali i nagród, m.in. tytułu Lidera Młodego Świata (Światowe Forum Ekonomiczne, 2005).

## Odznaczenia
- Order Za Zasługi dla Ojczyzny I klasy (2017)[3]
- Medal Movses Khorenatsi (2009)[4]
- Order Przyjaźni (Rosja, 2010)[5]